# Жустіна Ді Стасіо
Жустіна Рінай Ді Стасіо (англ. Justina Renay Di Stasio; нар. 22 листопада 1992) — канадська борчиня вільного стилю, чемпіонка та бронзова призерка чемпіонатів світу, чотириразова чемпіонка та триразова бронзова призерка Панамериканських чемпіонатів, чемпіонка та срібна призерка Панамериканських ігор, чемпіонка Ігор Співдружності, учасниця Олімпійських ігор.

## Життєпис
Боротьбою почала займатися з 2006 року. У 2016 році стала чемпіонкою світу серед студентів.
Виступає за борцівський клуб «Burnaby Mountain» Бернабі. Тренери — Майкл Джонс (з 2011), Джастін Абду (з 2011).

## Спортивні результати на міжнародних змаганнях

### Виступи на Олімпіадах
| Змагання                    | Збірна | Вагова категорія          | Місце |
| --------------------------- | ------ | ------------------------- | ----- |
| Літні Олімпійські ігри 2024 | Канада | жіноча боротьба, до 76 кг | 12    |

### Виступи на Чемпіонатах світу
| Змагання                        | Збірна | Вагова категорія          | Місце  |
| ------------------------------- | ------ | ------------------------- | ------ |
| Чемпіонат світу з боротьби 2015 | Канада | жіноча боротьба, до 75 кг | 19     |
| Чемпіонат світу з боротьби 2017 | Канада | жіноча боротьба, до 75 кг | Бронза |
| Чемпіонат світу з боротьби 2018 | Канада | жіноча боротьба, до 72 кг | Золото |
| Чемпіонат світу з боротьби 2022 | Канада | жіноча боротьба, до 76 кг | 5      |
| Чемпіонат світу з боротьби 2023 | Канада | жіноча боротьба, до 76 кг | 8      |

### Виступи на Панамериканських чемпіонатах
| Змагання                                   | Збірна | Вагова категорія          | Місце  |
| ------------------------------------------ | ------ | ------------------------- | ------ |
| Панамериканський чемпіонат з боротьби 2014 | Канада | жіноча боротьба, до 67 кг | Бронза |
| Панамериканський чемпіонат з боротьби 2015 | Канада | жіноча боротьба, до 75 кг | Золото |
| Панамериканський чемпіонат з боротьби 2016 | Канада | жіноча боротьба, до 75 кг | Золото |
| Панамериканський чемпіонат з боротьби 2017 | Канада | жіноча боротьба, до 75 кг | Золото |
| Панамериканський чемпіонат з боротьби 2020 | Канада | жіноча боротьба, до 76 кг | Золото |
| Панамериканський чемпіонат з боротьби 2022 | Канада | жіноча боротьба, до 76 кг | Бронза |
| Панамериканський чемпіонат з боротьби 2023 | Канада | жіноча боротьба, до 76 кг | Бронза |

### Виступи на Панамериканських іграх
| Змагання                  | Збірна | Вагова категорія          | Місце  |
| ------------------------- | ------ | ------------------------- | ------ |
| Панамериканські ігри 2015 | Канада | жіноча боротьба, до 75 кг | Срібло |
| Панамериканські ігри 2019 | Канада | жіноча боротьба, до 76 кг | Золото |

### Виступи на Іграх Співдружності
| Змагання                | Збірна | Вагова категорія          | Місце  |
| ----------------------- | ------ | ------------------------- | ------ |
| Ігри Співдружності 2022 | Канада | жіноча боротьба, до 76 кг | Золото |

### Виступи на Кубках світу
| Змагання                    | Збірна | Вагова категорія | Місце |
| --------------------------- | ------ | ---------------- | ----- |
| Кубок світу з боротьби 2018 | Канада | команда          | 5     |

### Виступи на Чемпіонатах світу серед студентів
| Змагання                                        | Збірна | Вагова категорія          | Місце  |
| ----------------------------------------------- | ------ | ------------------------- | ------ |
| Чемпіонат світу з боротьби серед студентів 2016 | Канада | жіноча боротьба, до 75 кг | Золото |

### Виступи на інших змаганнях
| Змагання                                                        | Збірна | Вагова категорія                 | Місце  |
| --------------------------------------------------------------- | ------ | -------------------------------- | ------ |
| Кубок Канади з боротьби 2012                                    | Канада | жіноча боротьба, до 72 кг        | Бронза |
| Об'єднаний турнір з 4 видів боротьби 2013                       | Канада | Multiple Style Event, до LF72 кг | Срібло |
| Austrian Ladies Open 2013                                       | Канада | жіноча боротьба, до 72 кг        | Срібло |
| Гран-прі Іспанії з боротьби 2013                                | Канада | жіноча боротьба, до 72 кг        | 7      |
| Nordhagen Classics 2013                                         | Канада | жіноча боротьба, до 72 кг        | 5      |
| Гран-прі Німеччини з боротьби 2014                              | Канада | жіноча боротьба, до 69 кг        | Бронза |
| Austrian Ladies Open 2014                                       | Канада | жіноча боротьба, до 69 кг        | Золото |
| Кубок Бразилії з боротьби 2014                                  | Канада | жіноча боротьба, до 69 кг        | Срібло |
| Nordhagen Classics 2015                                         | Канада | жіноча боротьба, до 75 кг        | Срібло |
| Міжнародний меморіал Дейва Шульца 2015                          | Канада | жіноча боротьба, до 75 кг        | Золото |
| Турнір «Олімпія» 2015                                           | Канада | жіноча боротьба, до 75 кг        | Золото |
| Гран-прі Німеччини з боротьби 2015                              | Канада | жіноча боротьба, до 75 кг        | Бронза |
| Відкритий чемпіонат Польщі з боротьби 2015                      | Канада | жіноча боротьба, до 75 кг        | 10     |
| Міжнародний меморіал Білла Фаррелла 2015                        | Канада | жіноча боротьба, до 75 кг        | Бронза |
| Міжнародний меморіал Дейва Шульца 2016                          | Канада | жіноча боротьба, до 75 кг        | #Н/Д   |
| Beat the Streets 2016                                           | Канада | Multiple Style Event, до LF75 кг | Срібло |
| Кубок Канади з боротьби 2016                                    | Канада | жіноча боротьба, до 75 кг        | 4      |
| Гран-прі Іспанії з боротьби 2016                                | Канада | жіноча боротьба, до 75 кг        | 5      |
| Золотий Гран-прі з боротьби 2016                                | Канада | жіноча боротьба, до 75 кг        | 8      |
| Міжнародний меморіал Дейва Шульца 2017                          | Канада | жіноча боротьба, до 75 кг        | Срібло |
| Klippan Lady Open 2017                                          | Канада | жіноча боротьба, до 75 кг        | Золото |
| Гран-прі Німеччини з боротьби 2017                              | Канада | жіноча боротьба, до 75 кг        | Золото |
| Кубок Канади з боротьби 2017                                    | Канада | жіноча боротьба, до 75 кг        | Золото |
| Гран-прі Іспанії з боротьби 2017                                | Канада | жіноча боротьба, до 75 кг        | Бронза |
| Кубок Канади з боротьби 2018                                    | Канада | жіноча боротьба, до 76 кг        | Срібло |
| Гран-прі Іспанії з боротьби 2018                                | Канада | жіноча боротьба, до 76 кг        | Бронза |
| Кубок Канади з боротьби 2019                                    | Канада | жіноча боротьба, до 76 кг        | Срібло |
| Тестовий турнір UWW 2019                                        | Канада | жіноча боротьба, до 76 кг        | Бронза |
| Гран-прі Іспанії з боротьби 2022                                | Канада | жіноча боротьба, до 76 кг        | Срібло |
| Міжнародний меморіал Білла Фаррелла 2022                        | Канада | жіноча боротьба, до 76 кг        | Срібло |
| Гран-прі Франції Анрі Деглана 2023                              | Канада | жіноча боротьба, до 76 кг        | Срібло |
| Відкритий чемпіонат Загреба з боротьби 2023                     | Канада | жіноча боротьба, до 76 кг        | Бронза |
| Меморіал Імре Поляка та Яноша Варги 2023                        | Канада | жіноча боротьба, до 76 кг        | 5      |
| Відкритий чемпіонат Загреба з боротьби 2024                     | Канада | жіноча боротьба, до 76 кг        | 13     |
| Олімпійський кваліфікаційний турнір з боротьби 2024 (Акапулько) | Канада | жіноча боротьба, до 76 кг        | Золото |
| Меморіал Імре Поляка та Яноша Варги 2024                        | Канада | жіноча боротьба, до 76 кг        | 4      |

### Виступи на змаганнях молодших вікових груп
| Змагання                                      | Збірна | Вагова категорія          | Місце |
| --------------------------------------------- | ------ | ------------------------- | ----- |
| Чемпіонат світу з боротьби серед юніорів 2011 | Канада | жіноча боротьба, до 72 кг | 7     |
| Чемпіонат світу з боротьби серед юніорів 2012 | Канада | жіноча боротьба, до 72 кг | 5     |